# Tonny van Lierop
Antoine Robert Onslow "Tonny" van Lierop (Vught, Nizozemska, 9. rujna 1910. — Blaricum, Nizozemska, 28. srpnja 1977.) je bivši nizozemski hokejaš na travi. 
Osvojio je srebrno odličje na hokejaškom turniru na Olimpijskim igrama 1928. u Amsterdamu igrajući za Nizozemsku. Na turniru nije igrao. Ovaj igrač je na OI 1928. vjerojatno bio samo dijelom sastava odnosno pričuvom. MOO ga u svojim bazama podataka vodi kao osvajača odličja. Ako je i zašto je mogao primiti odličja nije poznato sa sigurnošću. Unatoč svemu tome, nizozemski olimpijski odbor ga uopće ne navodi u svom popisu kao osvajača odličja na tim Olimpijskim igrama.
Na idućim Olimpijskim igrama 1936. u Berlinu je sudjelovao na svih 5 utakmica nizozemske reprezentacije u hokeju na travi. Odigrao ih je na mjestu veznog igrača, a osvojio je brončano odličje. Te godine je igrao za HMHC.

## Vanjske poveznice
- Profil na Database Olympics
- Profil  Arhivirana inačica izvorne stranice od 15. rujna 2011. (Wayback Machine)